# Флаг Черемховского района
Флаг Черемхо́вского районного муниципального образования Иркутской области Российской Федерации — опознавательно-правовой знак, служащий официальным символом муниципального образования.
Флаг утверждён 17 июня 2008 года постановлением мэра Черемховского района № 279 и внесён в Государственный геральдический регистр Российской Федерации с присвоением регистрационного номера 4124.

## Описание
«Прямоугольное голубое полотнище с отношением ширины к длине 2:3, несущее вдоль нижнего края чёрную полосу в 1/5 полотнища и посередине — жёлтое изображение бревенчатой башни, пересекающее границу полосы. Выше полосы по сторонам от башни изображены две жёлтые с чёрными ягодами ветви черёмухи и ниже их — два жёлтых квадрата (углом вверх)».

## Обоснование символики
История Черемховского района началась с приходом русского казачьего отряда в середине XVII века и строительства первого острога (остерегающей — сторожевой крепости) на реке Белой, названного Бельским острогом. В дальнейшем на основе этого острога образовалось село Бельск, а затем появились и другие сёла. Здешние места богаты большими запасами каменного угля, магнезита, талька и других ископаемых. Всё это нашло отражение на флаге района.
Бревенчатая башня символизирует начало освоения здешних мест со строительства Бельского острога. Ветки черёмухи гласно указывают на название района. Золотые ромбы — символ урожая, плодородия Черемховской земли, а чёрная оконечность символизирует крупный угленосный слой, проходящий по территории района.
Голубой цвет (лазурь) символически отражает многие водные объекты, находящиеся на территории района, в том числе реки Ангара, Большая и Малая Белая, Онот, Урик и другие. Лазурь также символ возвышенных устремлений, искренности, преданности, возрождения.
Чёрный цвет символизирует благоразумие, мудрость, скромность, честность.
Жёлтый цвет (золото) — символ высшей ценности, величия, великодушия, богатства, урожая.